# Oplotheca tomentosa
Oplotheca tomentosa är en amarantväxtart som beskrevs av Carl Friedrich Philipp von Martius. Oplotheca tomentosa ingår i släktet Oplotheca och familjen amarantväxter. Inga underarter finns listade i Catalogue of Life.